# Ейнгорн Віталій Йосипович
Ейнгорн Віталій Йосипович (21 серпня 1862, Мінськ — 14 вересня 1947) — історик, джерелознавець, архівіст, педагог. Доктор історичних наук (1942).

## Біографія
Народився в Мінську, в єврейській родині. Батько був військовим лікарем, дослужився до чину колезького радника. Мати - домогосподарка. Початкову освіту здобув удома. У 1874-1878 році навчався у Полтаві. У 1878—1880 роках навчався в гімназії Кишинева, яку закінчив зі срібною медаллю. Навчався в Петербурзькому історико-філологічному інституті (1880—1884), де отримав спеціальність викладача історії, географії та стародавніх мов.
Після закінчення інституту працював учителем. У 1884—1889 роках викладав історію та географію у 1-й чоловічій гімназії Нижнього Новгорода, а в 1889—1909 роках — у 1-й Московській гімназії. 1909—1910 працював у 11-й Московській чоловічій гімназії, 1910—1911 — директор чоловічої гімназії у місті Карачев. Упродовж семи років (1911—1918) — директор і викладач історії 1-ї чоловічої гімназії (за іншими даними - 2-ї чоловічої гімназії Нижнього Новгороду).
У період 1920—1925 років працював науковим співробітником губернського управління архівними справами Нижнього Новгорода. Від 1925 року жив і працював у Москві. 1925—1939 — архівіст, старший архівіст Архіву революції та зовнішньої політики. Член комісії при Центральному архіві РСФРР з питань, пов'язаних з поверненням архівних документів в архіви УСРР, 1930—1932 — архіваріус, завідувач архівом Московського обласного відділу працівників текстильної промисловості. Від травня 1932 до 1940 — бібліотекар 1-ї категорії відділу рукописів, архіваріус 1-ї категорії, від 1 серпня 1940 — начальник загального архіву Державної бібліотеки СРСР ім. В.Леніна.
Володів англійською, німецькою, французькою, грецькою, латинською і польською мовами.
У 1942 році Ейнгорну було присвоєно ступінь доктора історичних наук без захисту дисертації.

## Праці
Науковий доробок Ейнгорна становить 45 праць, більша частина яких написана з використанням архівного матеріалу і висвітлює різноманітні питання історії України. Його дослідження «О малороссийских переписных книгах 1666 г.» (1895), «О сношениях малороссийского духовенства с московским правительством в царствование Алексея Михайловича», «Очерки из истории Малороссии в XVII в.» (обидві –1899), «К истории иноземцев Старой Малороссии» (1908) та інші не втратили свого значення й донині.